# 權泰源
權泰源（1961年3月18日—），韓國男演員。

## 演出作品

### 電視劇
- 2007年：SBS《渊盖苏文》飾演 王世充、任雅相
- 2008年：SBS《大老婆的反擊》飾演 韓元秀工作的賣車行的上司
- 2008年：SBS《老千》飾演 火熊
- 2009年：KBS《天國的的孩子們》
- 2009年：MBC《男版灰姑娘》飾演 朴社長
- 2009年：MBC《善德女王》飾演 唐朝使臣
- 2010年：SBS《大物》飾演 柳明善
- 2011年：KBS《公主的男人》飾演 閔伸
- 2011年：SBS《樹大根深》飾演 崔萬理
- 2012年：MBC《武神》飾演 朴犀
- 2012年：KBS《新娘面具》飾演 崔銘燮
- 2012年：SBS《幽靈》飾演 南尚元
- 2012年：MBC《馬醫》飾演 金自點
- 2013年：SBS《我戀愛的一切》飾演 吳代表
- 2013年：SBS《黃金帝國》飾演 鄭秉國
- 2013年：MBC《奇皇后》飾演 忠肅王
- 2013年：SBS《來自星星的你》飾演 載慶的律師
- 2014年：KBS《鄭道傳》飾演 安師琦
- 2015年：SBS《龍八夷》飾演 韓信醫院保安科長
- 2016年：MBC《Goodbye Mr. Black》飾演 朴浩植
- 2016年：SBS《美女孔心》飾演 宋議員
- 2016年：OCN《38師機動隊》飾演 盧德基
- 2018年：MBC《壞刑警》飾演 清仁市警察廳長
- 2018年：SBS《命運與憤怒》飾演 車東圭
- 2021年：tvN《黑道律師文森佐》飾演 太鍾九
- 2021年：SBS《Penthouse 3》飾演 鄭大法官
- 2022年：Disney+ 《舊案尋兇》飾演 市議員
- 2023年：Channel A《假面的女王》飾演 奇潤哲
- 2024年：MBC《夜晚開的花》飾演

### 電影
- 1990年：《우묵배미의 사랑（朝鲜语：우묵배미의 사랑）》
- 2000年：《春香傳》
- 2003年：《哦!兄弟》
- 2004年：《藉著雨點說愛你》
- 2004年：《木埔是港口》
- 2004年：《太極旗飄揚》
- 2005年：《血之淚》
- 2005年：《我的結婚日記》
- 2006年：《卑劣的街頭》
- 2006年：《韓半島》
- 2006年：《老千》
- 2007年：《優雅的世界》
- 2007年：《千年鶴》
- 2007年：《黃真伊》
- 2007年：《華麗的假期》
- 2008年：《西洋古董洋果子店》
- 2008年：《甜蜜的謊言》
- 2008年：《霜花店》
- 2009年：《影子殺人》
- 2009年：《田禹治：超時空爭霸》
- 2012年：《與犯罪的戰爭：壞家伙的全盛時代》
- 2012年：《Howling》
- 2012年：《朝韓夢之隊》
- 2012年：《摩天樓》
- 2013年：《新世界》
- 2013年：《素媛》
- 2014年：《神之一手》
- 2015年：《內部者們》
- 2016年：《鳳伊 金先達》
- 2018年6月27日：《魔女首部曲：誕生》 飾演 李秀錫（特別出演）
- 2018年10月5日：《好日子（朝鲜语：군산: 거위를 노래하다）》 飾演 尹英父親的後輩（特別出演）

## 外部連結
- NAVER （页面存档备份，存于）